# Nils-Gunnar Lindqvist
Nils-Gunnar Lindqvist, född 1939, är en svensk före detta friidrottare (110 meter häck). Han tävlade för IFK Västerås och vann SM på 110 meter häck år 1966.